# 聚合草
聚合草（学名：Symphytum officinale）为紫草科聚合草属的植物。分布在俄罗斯以及中国大陆的 福建省、 四川省、 中国、 湖北省、江苏省等地，目前已由人工引种栽培。
花语为“寂静”。为多年生草本，高60~90公分，有香气。有補血、止瀉之效。主治高血壓、出血、止痢等，並有防癌、抗癌作用。 

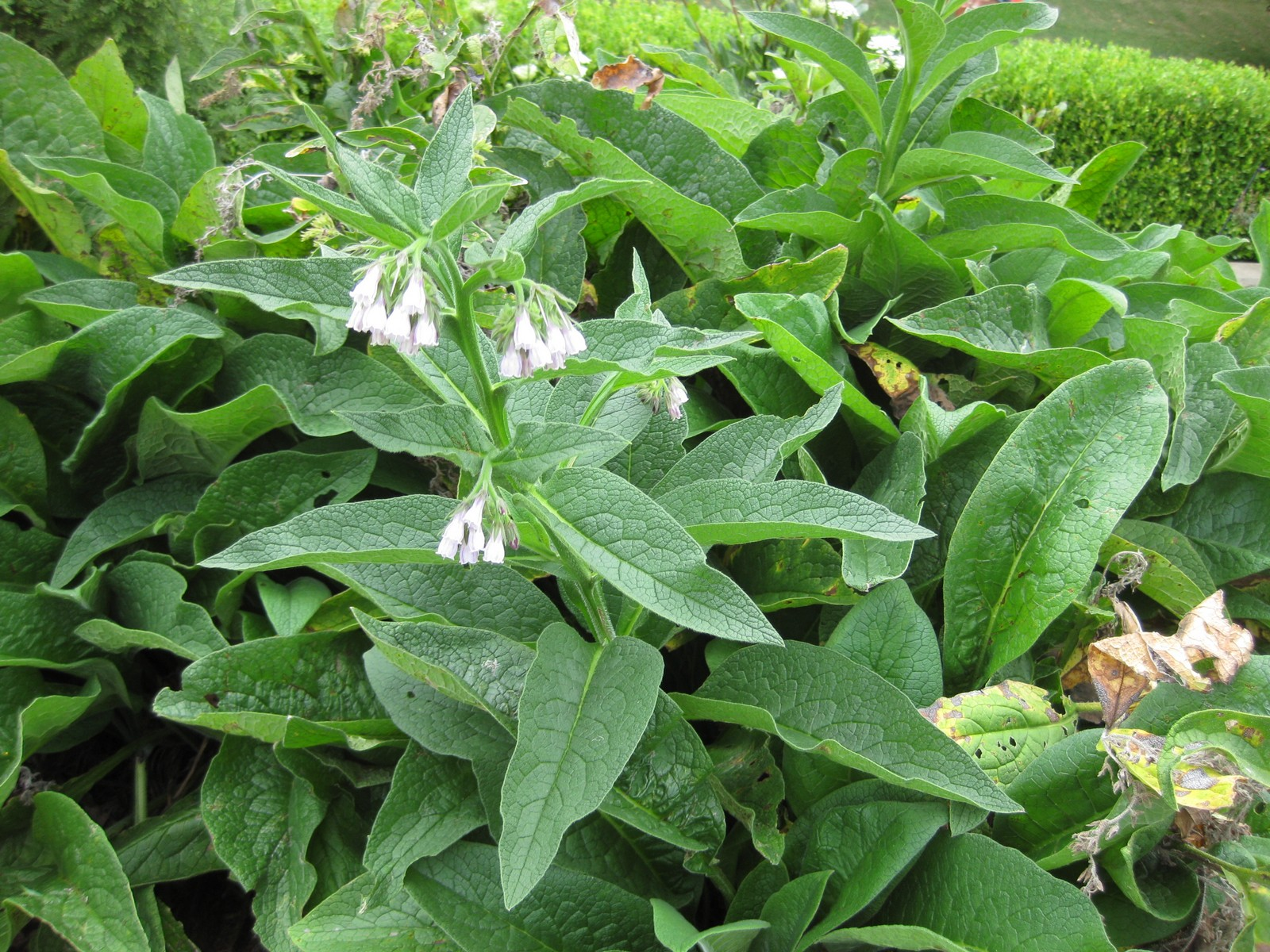
簇葉
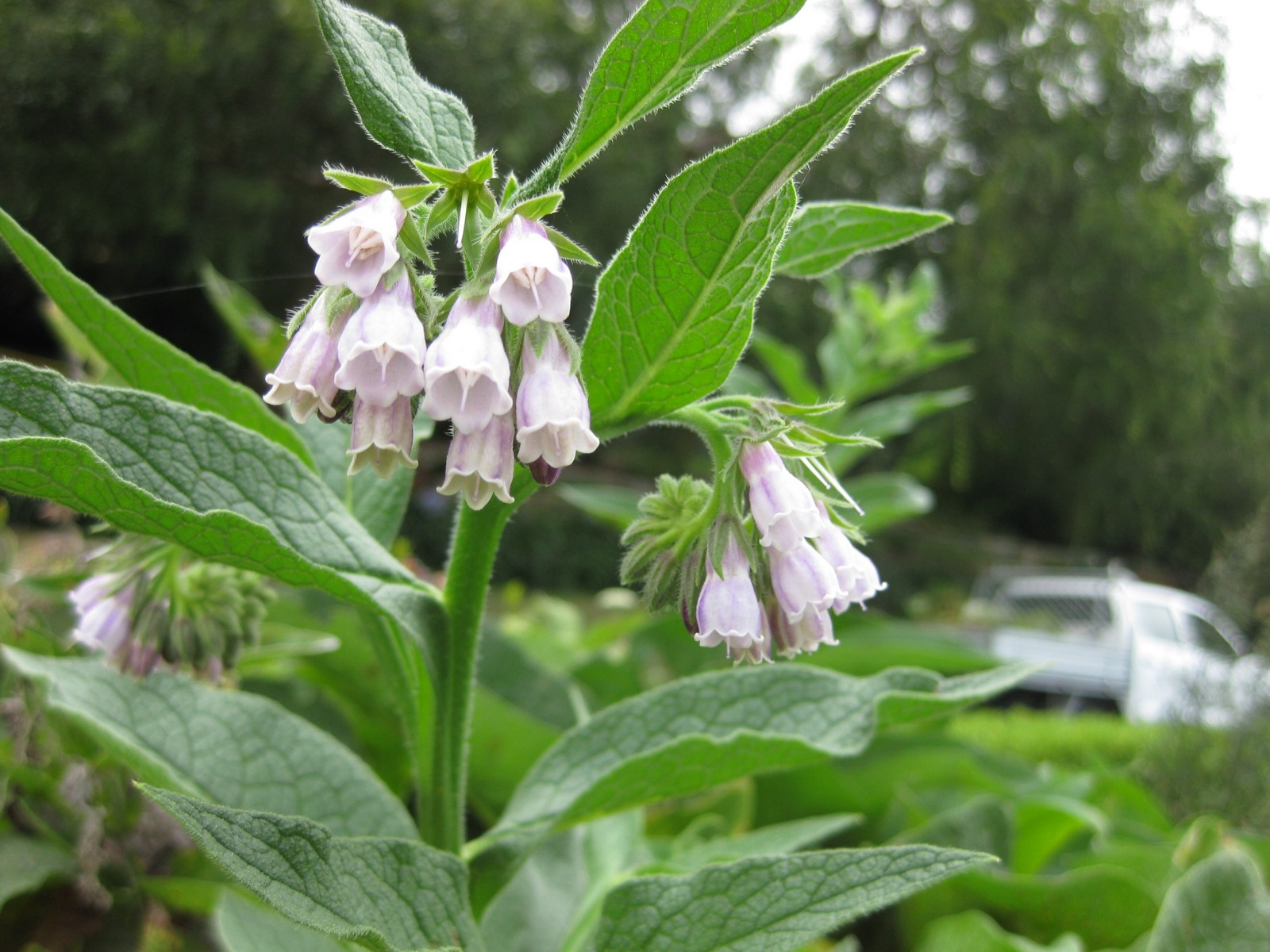
花
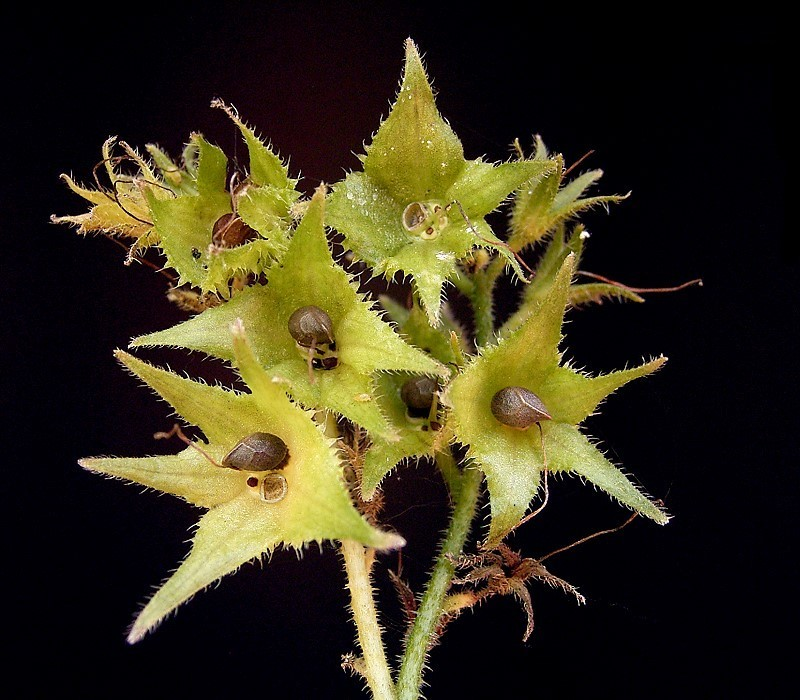
果
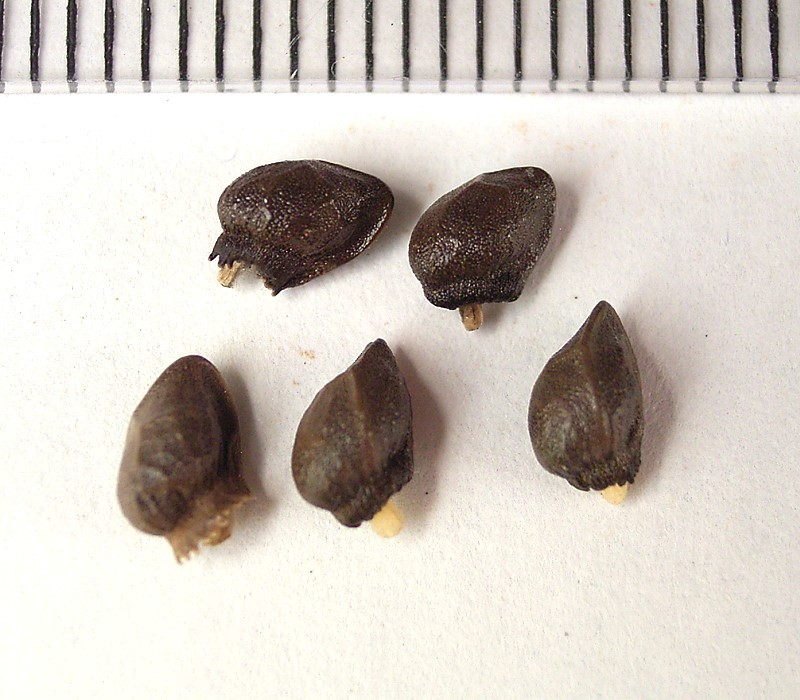
種子
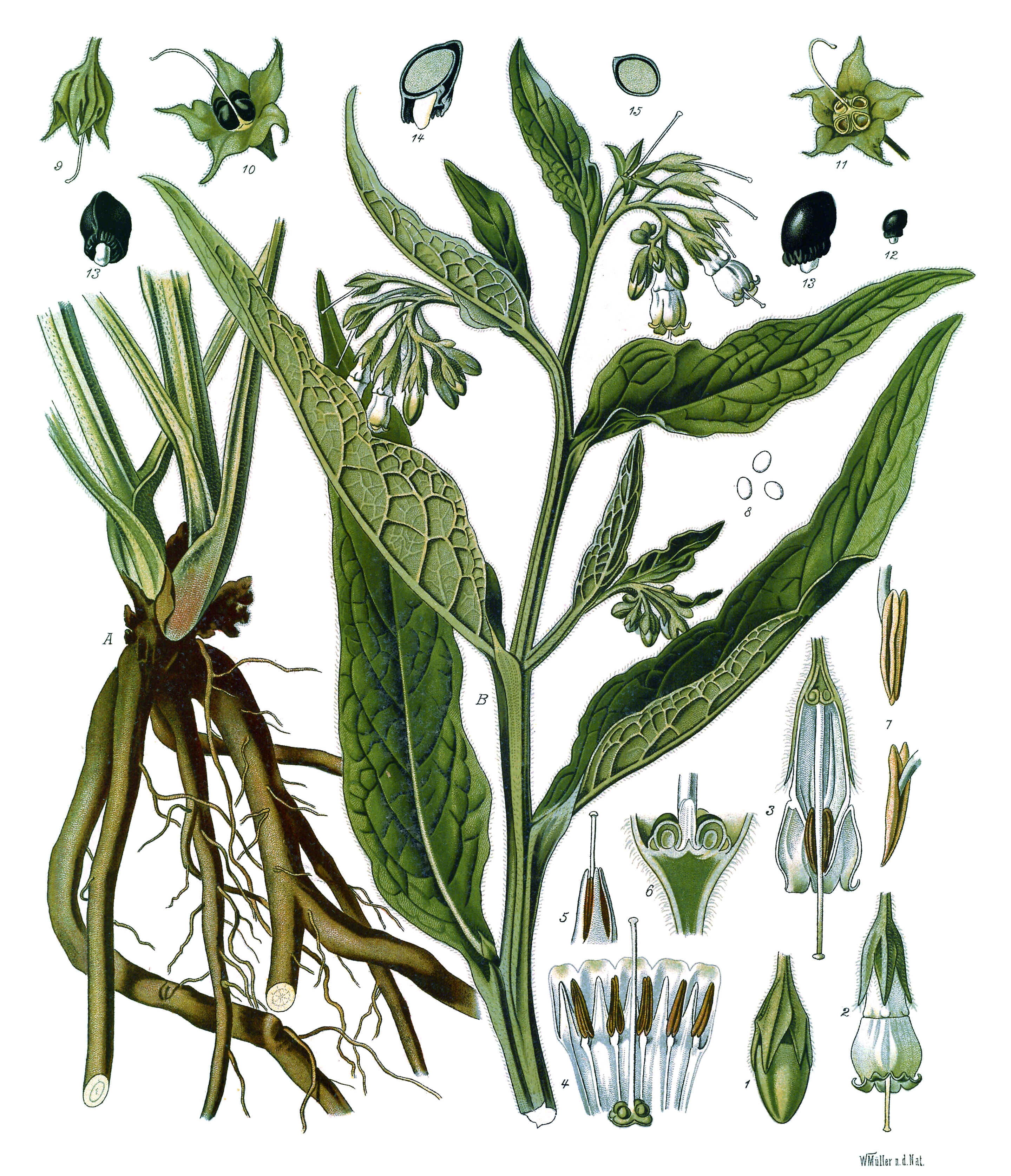
《科勒藥用植物》(1897) Symphytum officinale

## 别名
康復草（半音譯英語Comfrey）、友谊草（吉林）、爱国草（北京）、康富利、康副利、康富力、鰭玻璃草、玻璃草、黑草